# Asphondylia

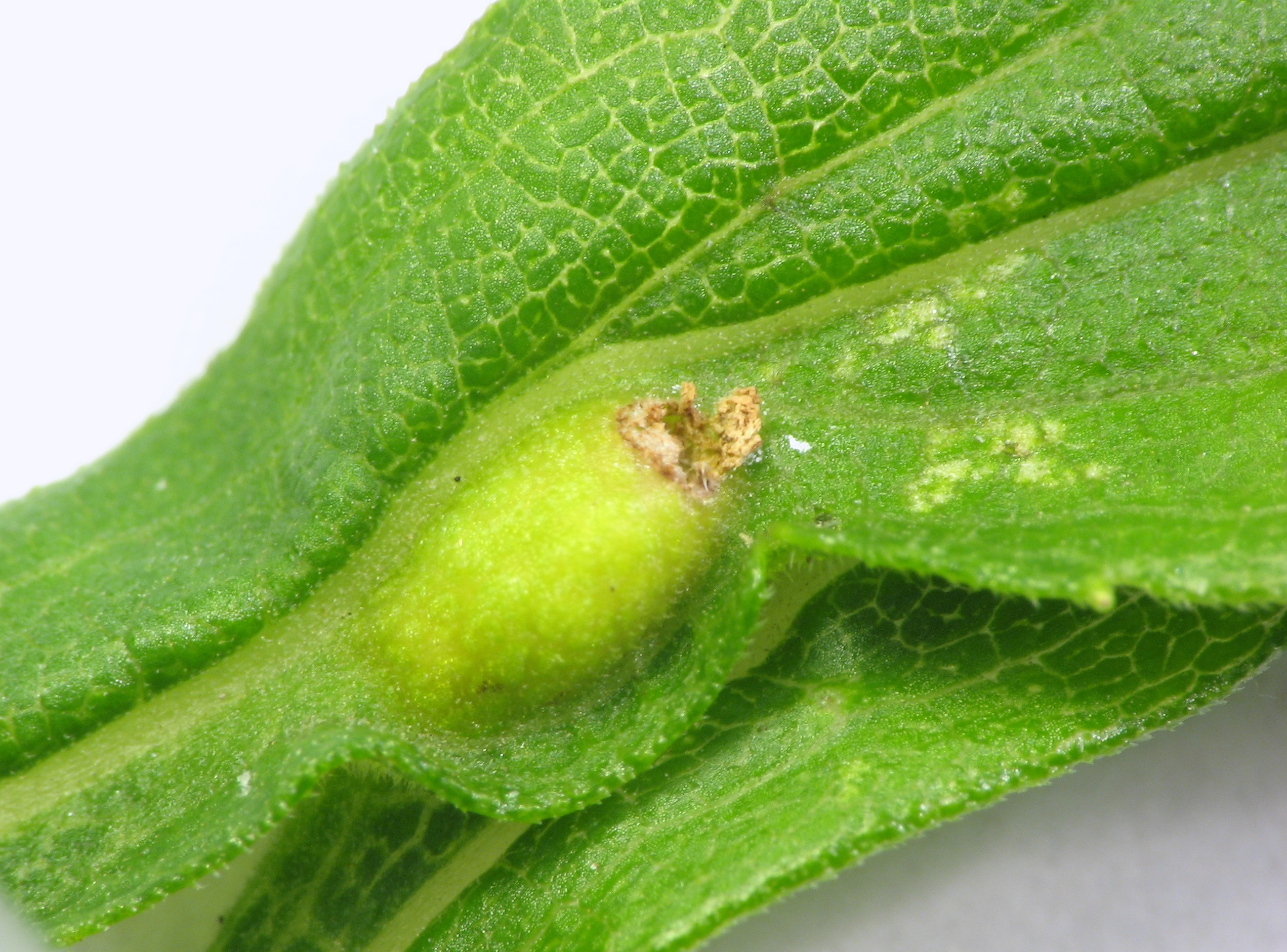
Asphondylia solidaginis, agalla en vara de oro (Solidago)

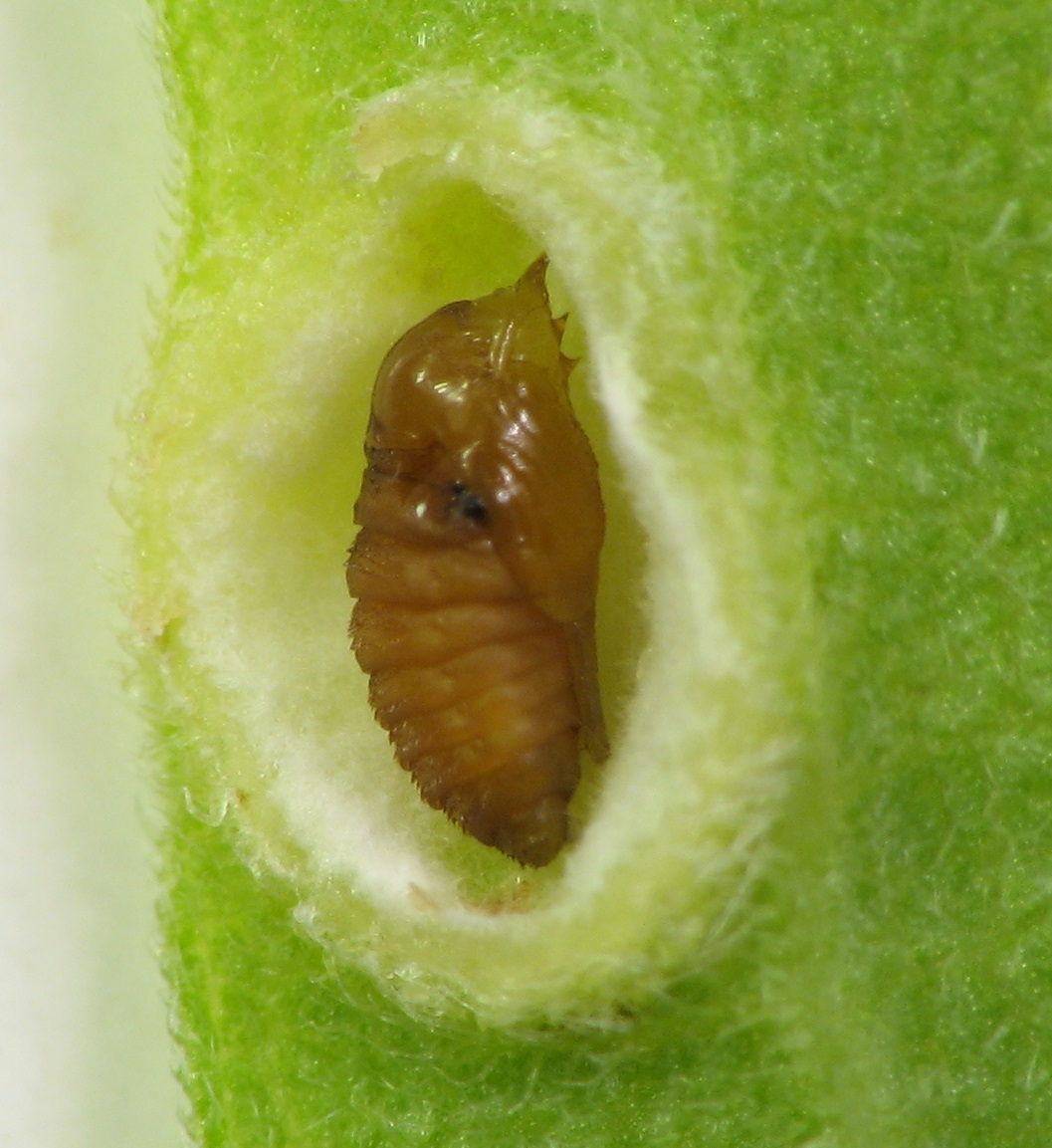
Asphondylia solidaginis pupa en su agalla

Asphondylia es un género cosmopolita de mosquitas de las agallas de la familia Cecidomyiidae. Todas las especies del género forman agallas en las plantas, especialmente en las flores y los pimpollos. Hay más de 300 especies descritas de Asphondylia, aunque faltan muchas por describir, especialmente en el hemisferio sur. Dentro del género, las características de las larvas y pupas son más útiles, ya que los adultos son  muy similares. A veces es posible identificar la especie por el tipo de agalla que forman en la planta hospedera. 

## Especies
- Asphondylia abutilon Felt, 1935
- Asphondylia adenostoma Felt, 1916
- Asphondylia amaranthi Felt, 1935
- Asphondylia ambrosiae Gagne, 1975
- Asphondylia antennariae (Wheeler, 1889)
- Asphondylia artemisiae Felt, 1908
- Asphondylia atriplicicola (Cockerell, 1898)
- Asphondylia atriplicis (Townsend, 1893)
- Asphondylia auripila Felt, 1907
- Asphondylia autumnalis Beutenmuller, 1907
- Asphondylia azaleae Felt, 1907
- Asphondylia baroni Felt, 1908
- Asphondylia bea Felt, 1925
- Asphondylia betheli Cockerell, 1907
- Asphondylia bidens Johannsen, 1945
- Asphondylia bigeloviaebrassicoides (Townsend, 1893)
- Asphondylia boerhaaviae Mohn, 1959
- Asphondylia borrichiae Rossi & Strong, 1990
- Asphondylia brevicauda Felt, 1907
- Asphondylia buddleia (Felt, 1935)
- Asphondylia bumeliae Felt, 1907
- Asphondylia caudicis Gagne, 1986
- Asphondylia ceanothi Felt, 1908
- Asphondylia chrysothamni Felt, 1916
- Asphondylia clematidis Felt, 1935
- Asphondylia diervillae Felt, 1907
- Asphondylia diplaci Felt, 1912
- Asphondylia dondiae Felt, 1918
- Asphondylia enceliae Felt, 1912
- Asphondylia eupatorii Felt, 1911
- Asphondylia floccosa Gagne, 1968
- Asphondylia florida Felt, 1908
- Asphondylia foliata Gagne, 1986
- Asphondylia fulvopedalis Felt, 1907
- Asphondylia garryae Felt, 1912
- Asphondylia gemmae Gagne, 1968
- Asphondylia helianthiflorae Felt, 1908
- Asphondylia helianthiglobulus Osten Sacken, 1878
- Asphondylia hydrangeae Felt, 1907
- Asphondylia ilicicola Foote, 1953
- Asphondylia ilicoides Felt, 1907
- Asphondylia integrifoliae Felt, 1908
- Asphondylia johnsoni Felt, 1908
- Asphondylia lacinariae Felt, 1935
- Asphondylia mentzeliae Cockerell, 1900
- Asphondylia mimosae Felt, 1934
- Asphondylia monacha Osten Sacken, 1869
- Asphondylia neomexicana (Cockerell, 1896)
- Asphondylia nodula Gagne, 1986
- Asphondylia photiniae Pritchard, 1952
- Asphondylia pilosa Kieffer, 1898
- Asphondylia portulacae Mohn, 1959
- Asphondylia prosopidis Cockerell, 1898
- Asphondylia pseudorosa Dorchin, 2015
- Asphondylia ratibidae Felt, 1935
- Asphondylia recondita Osten Sacken, 1875
- Asphondylia resinosa Gagne, 1990
- Asphondylia rosulata Dorchin, 2015
- Asphondylia rudbeckiaeconspicua Osten Sacken, 1878
- Asphondylia salictaria Felt, 1907
- Asphondylia sambuci Felt, 1908
- Asphondylia sarothamni Loew, 1850
- Asphondylia shepherdiae Felt, 1916
- Asphondylia smilacinae Felt, 1907
- Asphondylia silva Dorchin, 2015
- Asphondylia solidaginis Beutenmüller, 1907
- Asphondylia thalictri Felt, 1911
- Asphondylia verbenae Felt, 1935
- Asphondylia vernoniae Felt, 1908
- Asphondylia websteri Felt, 1917
- Asphondylia xanthii Felt, 1936